# Une nuit à Lisbonne (Saint-Saëns)
Pour les articles homonymes, voir Une nuit à Lisbonne.
Une nuit à Lisbonne, op. 63, est une pièce pour orchestre composée par Camille Saint-Saëns en 1880.

## Présentation
Grand voyageur, Camille Saint-Saëns compose Une nuit à Lisbonne précisément à Lisbonne. La partition, achevée le 10 novembre 1880, est dédiée à Louis Ier, roi de Portugal.  
L'œuvre est créée à Paris, au Cirque d'Hiver, le 23 janvier 1881.  

## Structure
L’œuvre, d'une durée moyenne d'exécution de quatre minutes environ, est sous-titrée « barcarolle », notée Allegretto ( = 66) à 
, et comprend 143 mesures.
Une nuit à Lisbonne porte le numéro d'opus 63 et, dans le catalogue des œuvres du compositeur établi par la musicologue Sabina Teller Ratner, le numéro 175.

## Instrumentation
L'instrumentation requiert :
| Instrumentation d'Une nuit à Lisbonne                                |
| Bois                                                                 |
| 1 flûte, 1 hautbois, 1 clarinette, 1 basson                          |
| Cuivres                                                              |
| 2 cors                                                               |
| Claviers / cordes pincées                                            |
| 1 harpe                                                              |
| Cordes                                                               |
| premiers violons, seconds violons, altos, violoncelles, contrebasses |

## Éditions

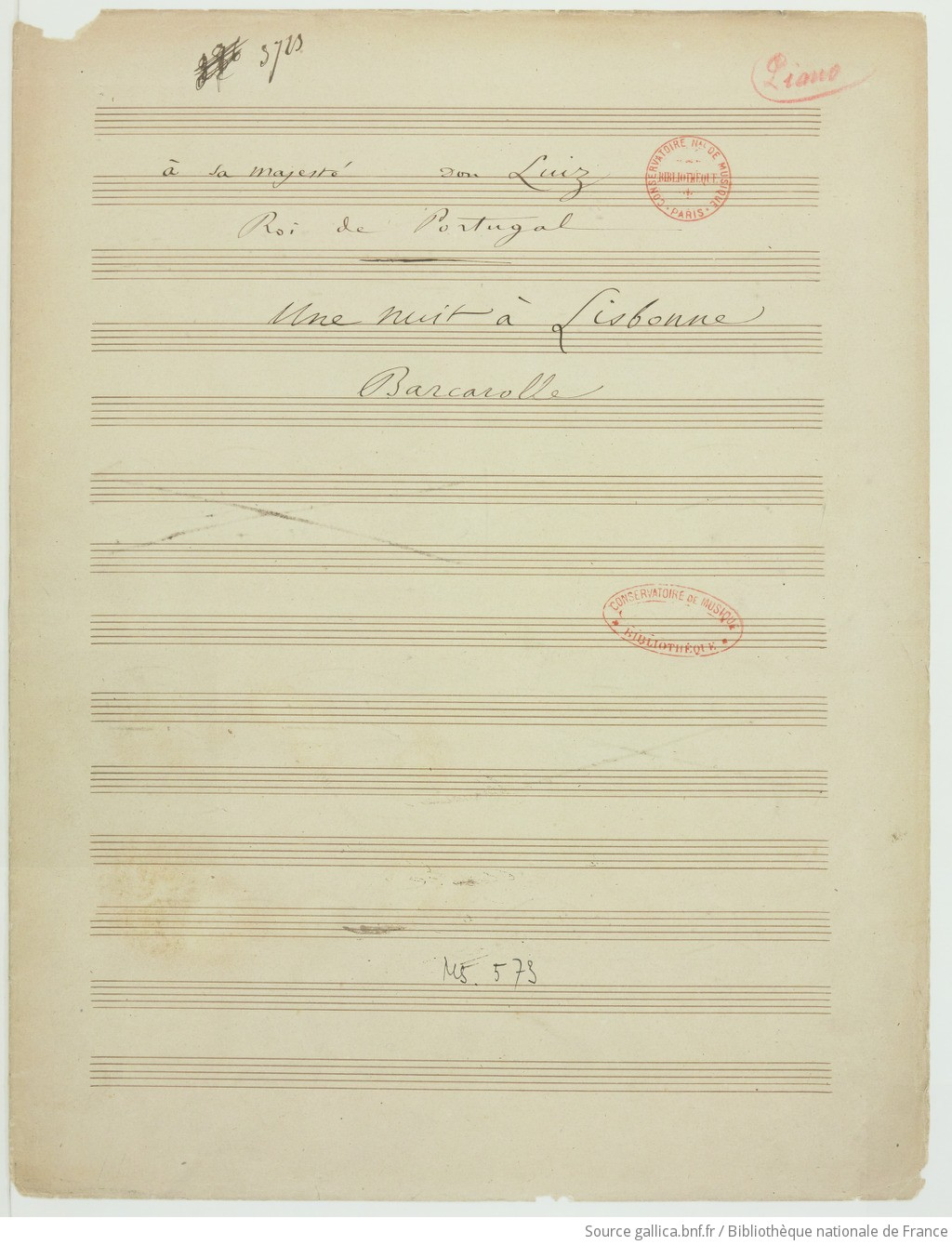
Page de titre du manuscrit autographe de la transcription de Saint-Saëns pour piano seul.

La partition d'Une nuit à Lisbonne est publiée par Durand en 1881.
Saint-Saëns réalise en novembre 1880 une version de l'œuvre pour piano seul, éditée en 1881.
En 1883, Albert Périlhou en réalise une paraphrase pour piano. Existent également des transcriptions pour piano à quatre mains, par Jacques Durand (1888), pour piano et violon, par Abel Decaux (1902), pour piano et harmonium, par Albert Renaud, pour piano, violon et harmonium, par Henri P. Toby (1893), pour harmonie militaire par E. Chomel (1910), et pour orchestre et piano conducteur par Hubert Mouton (1924).

## Discographie
- par le Royal Scottish National Orchestra, Neeme Järvi (dir.), Chandos CHSA 5104, 2012[5].
- Camille Saint-Saëns Edition, CD 4, Ensemble orchestral de Paris, Jean-Jacques Kantorow (dir.), Warner Classics 0190296746048, 2021[6].